# Onzième Avenue
La Onzième Avenue est une avenue de New York. 

## Situation et accès
Cette voie de l'arrondissement de Manhattan prend le nom de West End Avenue au nord de la 60e Rue. L'avenue se situe près de l’Hudson.

## Origine du nom
La Onzième Avenue, tire son nom de sa position dans le plan en damier de Manhattan établi en 1811. Elle est la onzième avenue orientée nord-sud à partir de l'est de l'île.

## Historique
La West Side Line du New York Central Railroad circulait autrefois sur rue le long d'une partie de la Onzième Avenue, qui, avec la Dixième Avenue, est devenue connue sous le nom de « Death Avenue (en) » en raison du grand nombre de décès dus à des collisions entre trains et piétons. 

## Bâtiments remarquables et lieux de mémoire
L'architecture des immeubles sur la Onzième Avenue est significativement différente[De quoi ?]. West Avenue est remarquable pour sa ligne quasiment ininterrompue d'immeubles résidentiels, bien que ponctuée d'hôtels particuliers du XIXe siècle et de quelques églises et synagogues.
En 2007, a été achevé l'IAC building construit par Frank Gehry, donnant à la ville de New York son premier bâtiment du célèbre architecte. En 2009, les Silver Towers sont achevées.